# ЭНКА ТЦ
«ЭНКА ТЦ» — российская компания, оператор торговых центров «Капито́лий» (до весны 2012 года также была оператором сети продовольственных магазинов «Ситисто́р»). Принадлежит турецкому холдингу Enka. До декабря 2007 года компания носила название «Рамэнка», обе сети до 2010 года назывались «Рамсто́р».
Генеральный директор — Мурат Дуран.

## История

### Основание и развитие
Сеть супермаркетов «Рамстор» была основана в 1997 году. Учредителями компании «Рамэнка», управлявшей сетью, были турецкая компания-ретейлер Migros Türk (в свою очередь, принадлежащая турецкому холдингу Koç Holding) и строительная компания Enka (у обоих — по 50 %).
В сентябре 2007 года Koç Holding объявил о продаже 50 % «Рамэнки» второму совладельцу — компании Enka. Сумма сделки составила 542,5 млн $. На тот момент компания «Рамэнка» управляла розничной сетью «Рамстор» из 10 торговых центров и 52 гипер- и супермаркетов в более чем 10 городах России (Москве, Московской области, Петербурге, Красноярске, Нижнем Новгороде, Волгограде, Казани, Екатеринбурге, Уфе, Саратове, Мурманске, Ростове-на-Дону и др. Выручка СП «Рамэнка» в 2006 году составила 598,7 млн $ (в 2005 году — 479,4 млн $), чистая прибыль — 27,42 млн $..

### Сворачивание розничного бизнеса
После того, как Enka консолидировала 100 % ООО «Рамэнка», девелопер заявил о желании продать продуктовую сеть, но оставить за собой торговые центры как профильный бизнес. Арендатор нашёлся лишь на гипермаркеты: примерно за €180 млн 11 объектов взяла в аренду французская группа Auchan сроком на 25 лет. Оставшиеся магазины — супермаркеты — Enka планировала ребрендировать в Enka Trade Center до конца 2008 года, так как бренд «Рамстор» принадлежал Koc Holding. Однако из-за начавшегося в сентябре 2008 года экономического кризиса в компании приняли решение не тратить деньги на ребрендинг, при этом осталось только словесное обозначение, фирменная кенгуру с сумкой была убрана.
В октябре 2008 года Enka приняла решение не продолжать розничный проект и оставшиеся московские супермаркеты «Рамстор» были выставлены на продажу, а региональные «Рамсторы» планировалось закрыть после истечения договоров аренды. Однако покупателя на торговую сеть в 2008—2009 годах так и не нашлось.
В конце 2009 года решение провести ребрендинг всё же было принято. В 2010 году торговые центры «Рамстор» в Москве были переименованы в «Капитолии», а 17 оставшихся супермаркетов в «Ситистор». После продажи части супермаркетов и переименования оставшихся сеть «Ситистор» состояла из 17 супермаркетов в Москве и Московской области. 7 супермаркетов были расположены на собственных торговых площадях компании, 10 — на арендованных. Сеть «Капитолий» включала 9 супермаркетов в Москве и Московской области и 1 в Санкт-Петербурге.
В 2012 году сеть «Ситистор» была продана немецкой компании Rewe Group, являющейся оператором розничной сети Billa.В 2013 году торговая сеть Sabanikh покупает 20 % торговых площадей в «Кунцево Плаза».